# Josep Lluís Boya i González
Josep Lluís Boya i González (Les, Vall d'Aran, 15 d'octubre de 1945) és un comerciant i polític aranès, diputat al Parlament de Catalunya en la IV i V legislatures.

## Biografia
Ha treballat com a Agent Col·legiat de Duanes i com a apoderat d'una oficina de Banca Catalana. Militant i un dels caps de Convergència Democràtica Aranesa - Partit Nacionalista Aranès des de 1976, a les eleccions municipals espanyoles de 1979 fou escollit regidor de Les. De 1983 a 1992 ha estat president de la Comissió de Promoció Comarcal de la Diputació
de Lleida i de 1979 a 1991 membre del Consell Comarcal de Muntanya.
Fou elegit diputat per la província de Lleida a les eleccions al Parlament de Catalunya de 1992 i 1995 dins les llistes de CiU, i ha estat membre, entre d'altres, de la Comissió d'Agricultura, Ramaderia i Pesca del Parlament de Catalunya. Fou candidat a les eleccions al Consell General d'Aran de 2003 pel terçó de Quate Lòcs, però no fou escollit.